# RPG-18
| RPG-18                                    | RPG-18                                                                |
| Granatwerfer RPG-18                       | Granatwerfer RPG-18                                                   |
| Allgemeine Information                    | Allgemeine Information                                                |
| ----------------------------------------- | --------------------------------------------------------------------- |
| Name:                                     | RPG-18                                                                |
| Land:                                     | ehem. Sowjetunion, Russland                                           |
| Produktionsperiode:                       | ab 1972                                                               |
| Maße                                      |                                                                       |
| Länge:                                    | 705 mm, (Marschlage) 1050 mm (gefechtsbereit)                         |
| Gewicht:                                  | 2,60 kg                                                               |
| Technische Daten                          |                                                                       |
| Kaliber:                                  | 64 mm                                                                 |
| Funktionsweise:                           | reaktive (rückstoßfreie) Waffe zum Verfeuern von Panzerabwehrgranaten |
| Visierreichweite:                         | 200 m                                                                 |
| Effektive Kampfentfernung:                | 135 m                                                                 |
| Mündungsgeschwindigkeit der Granate (V0): | 115 m/s                                                               |

Die RPG-18 Mucha (russisch РПГ-18 „Муха“, deutsch Fliege) ist eine russische Panzerabwehrwaffe. Die Abkürzung steht für rutschnoi protiwotankowij granatomjot, zu deutsch etwa „von Hand bedienbarer Panzerabwehr-Granatwerfer“. Die Waffe ist für den einmaligen Gebrauch gedacht, weswegen sie bei der Sowjetarmee als Munition geführt und für den massenhaften Einsatz vorgesehen wurde. Sie entstand als Gegenstück zur amerikanischen M72 LAW, um die Panzerabwehrdichte unmittelbar (etwa 100 m) vor den eigenen Stellungen deutlich zu erhöhen.

## Funktion
Damit eine richtige Bedienung der RPG-18 auch durch nicht oder kaum ausgebildete Personen erfolgen konnte, ist eine einfache Bedienungsanleitung (Text und Bilder) auf der Waffe aufgebracht. Um die RPG-18 gefechtsbereit zu machen, muss die zylindrische Waffe wie ein Teleskop auseinandergezogen werden. Dabei wird zuerst der vordere Deckel aufgeklappt und danach das innere Rohr nach hinten herausgezogen. Das äußere Rohr besteht aus einem lackierten Verbundwerkstoff (GFK), das innere aus schwarzeloxiertem Aluminium. Die Visierung klappt auf, der Auslösemechanismus wird freigelegt und die Waffe wird mit dem Visierhebel gespannt. Ein erneutes Zusammenschieben ist nicht vorgesehen, lediglich eine Sicherung für den Stellungswechsel wurde vorgesehen. Eingewiesene Personen können ohne Weiteres die Waffe entspannen und wieder zusammenschieben. In Transportstellung ist die RPG-18 wasserdicht. Die Funktion des Zünders der Granate wird laut Herstellerangaben bei einem Auftreffwinkel von 0 bis 60 Grad sichergestellt. Der Einsatz in Gebäuden ist wegen des nach hinten austretenden Abgasstrahls nicht vorgesehen. Die optimale Einsatzentfernung liegt zwischen 50 und 150 m, danach streut die Trefferdichte sehr. Die Treffergenauigkeit wird außerdem durch die Temperatur beeinflusst, da die Treibladung temperaturabhängig abbrennt.
Von 1978 bis 1989 wurde die RPG-18 auch in der DDR produziert (Königswartha, VEB Mechanische Werkstätten).

## Aufbau
Der Gefechtskopf der RPG-18 besteht aus einer lackierten Aluminiumhülle mit der eingepressten Hohlladung. Über diese Hülle, den inneren Alukegel und den Kupfertrichter wird die Zündspannung des Kopfzünders an den Bodenzünder übertragen. Der pyrotechnisch-mechanische Bodenzünder zündet dann die Hohlladung mit einem 20-g-Detonator aus Nitropenta, der sich unter dem Kupfertrichter und einer Kunststofflinse befindet. Gefechtskopf und Triebwerk sind verschraubt und mit Gummidichtmasse abgedichtet.
Die Treibladung wird mit einem Startzünder (Schlagbolzen/Zündhütchen mit Schwarzpulvertablette) über einen Kunststoffschlauch gezündet, d. h. die Gase der Schwarzpulvertablette entzünden ein auf der Treibladung vor der Austrittsdüse befindliches Schwarzpulversäckchen, welches einem Kaffeepad ähnelt. Die Düse ist mit einer Stopfenkombination und die vier für den Drall nötigen Austrittsöffnungen im Brennkammerkopf mit Plättchen und Lack abgedichtet. 
Das Triebwerk besteht aus einem gehärteten Stahlrohr mit einem Brennkammerkopf aus entsprechend festem eloxierten Aluminium und einer Düse mit vier Stabilisierungsflügeln aus dem gleichen Material. Zum Antrieb dient Pyroxylinpulver. Die Treibladung des Triebwerks brennt bei maximal −50 Grad Celsius 12 ms – der Brennschluss ist vor Verlassen der ASV, was die Sicherheit des Schützen gewährleistet und Verbrennungen durch die Treibgase verhindert. Der gesamte Aufbau ist dicht verschraubt und mit Epoxy verklebt.
Unmittelbar nach dem Abschuss wird die Granate in langsame Drehung versetzt und die Stabilisierungsflügel klappen auf. Unter normalen Umständen hat die Granate sechs Meter nach der Mündung eine mittlere Geschwindigkeit von etwa 114 m/s.

## Wirkung

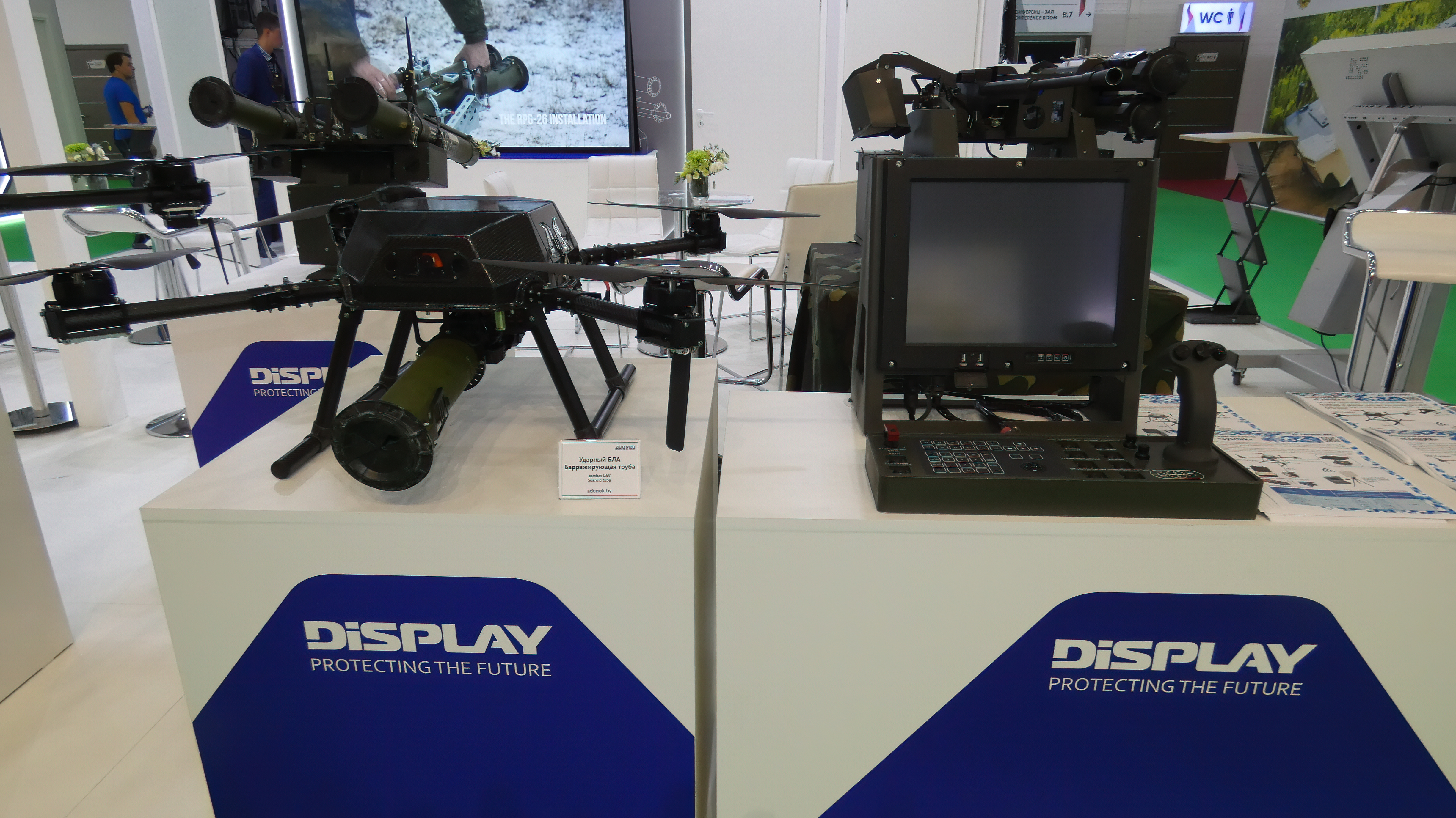
Der Komplex "barrage rohr"

Die RPG-18-Granate enthält eine Hohlladung. Diese besteht aus 300 g OKFOL (Detonationsgeschwindigkeit ca. 10.000 m/s) und einem Reinstkupfertrichter als Hohlladungseinlage zur Verstärkung der Durchschlagwirkung. Beim Auftreffen auf das Ziel wird die Ladung durch einen Bodenzünder mit Piezo-Kopfauslösung oder beim Verfehlen des Zieles durch eine im Bodenzünder enthaltene pyrotechnische Selbstzerstörungseinrichtung (welche beim Abschuss aktiviert wird) nach ca. 6 Sekunden gezündet. Letzteres geschieht, um bei Fehlschüssen Blindgänger zu vermeiden. Der Zünder wird erst ab etwa 10 m nach dem Verlassen der Abschussvorrichtung scharf (sogen. Vorrohrsicherung). Der gebündelte kumulative Explosionsstrahl (auch Hohlladungsstachel genannt) ist in der Lage, homogenen Panzerstahl ab einem Auftreffwinkel von 30 Grad bis 300 mm Dicke zu durchschlagen, Beton bis zu 2 m Dicke oder Schichten beider und anderer Materialien entsprechend. Im Fokus (Auftreffpunkt) ist die Fläche des Plasmastrahls etwa 1 cm² groß.

## Waffenexporte
Die RPG-18 wurde von der DDR 1984 vom Kombinatsbetrieb Königswartha produziert und mehrere tausend Stück wurden neben der RPG-7 in den Iran exportiert.